# Redoute
Redoute (fr.) er betegnelsen på et i feltbefæstningen anvendt lukket forsvarsværk, der kan afgive ild til alle sider. En redoute var typisk omgivet af et stærkt brystværn. Se feltskanse.